# Guarea reticulatovenosa
Guarea reticulatovenosa är en tvåhjärtbladig växtart som beskrevs av Terence Dale Pennington. Guarea reticulatovenosa ingår i släktet Guarea och familjen Meliaceae. Inga underarter finns listade i Catalogue of Life.